# Borneanapis belalong
Borneanapis belalong – gatunek pająka z rodziny Anapidae, jedyny z monotypowego rodzaju Borneanapis.
Gatunek i rodzaj opisane zostały w 2009 roku przez Rowleya Snazella. Materiał typowy pozyskano w 1992 roku w Kuala Belalong Field Study Centre od którego pochodzi epitet gatunkowy.
Samce osiągają od 1,55 do 2,02 mm długości ciała przy 0,72–0,9 mm długości karapaksu, natomiast samice  od 1,45 do 1,75 mm długości ciała przy 0,7–0,75 mm długości karapaksu. Karapaks jest ciemnoczerwonobrązowy, o zaokrąglenie wyniesionej części głowowej oraz z siateczkowaną mikrorzeźbą w części tułowiowej i dolnej części nadustka. Oczy pary przednio-środkowej są drobne i przylegające do siebie, pary tylno-środkowej duże i oddzielone o połowę swej średnicy, zaś par przednio- i tylno-bocznych duże i przylegające do siebie. Na przednich krawędziach szczękoczułków występują po 3 zęby. Powierzchnia ciemnoczerwonobrązowego sternum podzielona jest na wielokątne obszary, z których każdy ma  pośrodku szczecinkę. Odnóża są czerwonobrązowe. Samica pozbawiona jest nogogłaszczków, natomiast u samca są one jasne, wyposażone w szpatułkowaty konduktor, małą apofizę goleniową i większą, hakowatą apofizę rzepkową. Samiec charakteryzuje się silnie urzeźbioną opistosomą z ciemnoczerwonobrązowym, położonym tylno-grzbietowo scutum, na którym występują guzki opatrzone długimi kolcami. Na opistosomie samicy brak tylno-grzbietowego scutum, ale występują stożkowate, zesklerotyzowane guzki z kolcami.
Gatunek znany z wyłącznie z brunejskiego dystryktu Temburong na Borneo. Spotykany głównie na pniach dużych drzew o korzeniach szkarpowych. Buduje drobne, trójkątne sieci łowne w zakamarkach i wgłębieniach ich gładkiej kory.